# Język uma
Język uma (a. oema), także: koro, pipikoro – język austronezyjski używany na wyspie Celebes (Sulawesi) w Indonezji. Według danych z 1990 roku posługuje się nim 20 tys. osób.
Społeczność Uma zamieszkuje prowincje: Celebes Środkowy (kecamatany South Kulawi i Pipikoro, kabupaten Sigi), Celebes Południowy (północna część kabupatenu Luwu, terytorium języka seko padang, oraz kecamatan Mamuju, kabupaten Pasangkayu) i Celebes Zachodni (rejon rzeki Lariang). Katalog Ethnologue wyróżnia dialekty: winatu (uma północny), tobaku (dompa, ompa, uma zachodni), tolee’ (uma wschodni), kantewu (uma centralny), uma południowy (aria), benggaulu (bingkolu), bana. Kantewu jest dialektem prestiżowym i ma własne piśmiennictwo.
Według doniesień z 2011 r. pozostaje głównym środkiem codziennej komunikacji. W użyciu są również języki: indonezyjski, kaili (ledo), rampi i seko padang. Jest słownikowo bliski językowi sarudu. Języki te są ponoć wzajemnie zrozumiałe.
Jest zapisywany alfabetem łacińskim, opisano jego gramatykę i słownictwo. Nauczany w szkołach podstawowych.